# Нергал
Нергал (лат. Nergel) — шумерське ім'я; спочатку, можливо, Ен-уру-гал, «Владика великого житла») — хтонічне божество шумеро-аккадської міфології, уособлювало різноманітні негативні явища. Син Енліля спочатку вважався уособленням руйнівної, згубної сили палючого Сонця — Шамаша, асоціювався з небом. Пізніше придбав виразні риси бога смерті і війни. Відповідно, Нергалу приписувалося розв'язання несправедливих воєн, а сам бог зображувався як такий, що насилає небезпечні хвороби, в тому числі різноманітні гарячки і чуму. Назва «рука Нергала» поширювалася на чуму та інші інфекційні хвороби.
Був богом пекла («великого житла»). Центром його культу був храм Емешлам в місті Куту.
У вавилонській астрології був уособленням планети Марс.
Жіночим еквівалентом і дружиною Нергала вважалася Ерешкігаль, богиня-цариця підземного світу. У літературних пам'ятках, наприклад, в міфі про Інанну (Іштар) Нергалу і його дружині відводяться ролі негативних персонажів.
Символами Нергала в тваринному світі були лев і бойовий півень.
У період вавилонського синкретизму став войовничим проявом Мардука (Мардук війни).
Лише один раз згаданий в Біблії (сказано, що переселенці з Куту до Самарії стали поклонятися цьому божеству (4 Цар 17:30).
Письменник Роберт Грейвс і антрополог Рафаель Патай висловили припущення, згідно з яким опис днів творіння в Біблії відповідає месопотамській астрологічній символіці днів тижня. Так як, за їхніми словами, Нергал є «сільським богом», і його день (вівторок) був третім у вавилонському тижні, то творіння рослинності в Біблії передує створенню зірок, адже бог Набу — покровитель астрономії, пов'язаний з середою, що є 4-им днем вавилонського тижня. Таким чином біблійна історія стверджує, «що бог взяв собі владу над планетами». Слід зазначити, що і Набу поєднував в собі функції покровителя рослинності.

## Образ Нергала у масовій культурі
У деяких фільмах та відеоіграх ім'я Нергал носять різноманітні демони.

### У кінематографі
- Хеллбой: Герой з пекла — у фільмі присутнє чудовисько Самаель, «син Нергала».

### У відеоіграх
- Castlevania: Lords of Shadow 2 — ім'я Нергал носить Служитель Сатани — демон в людській подобі.

### У музиці
- Адам Дарський - засновник і автор більшості композицій гурту Behemoth, гурту Me And That Man має прізвисько «Нергал».